# Beaubassin East
Beaubassin East é uma comunidade rural canadense no Condado de Westmorland, em Nova Brunswick.